# Кралска институция на Великобритания
Кралската институция на Великобритания (на английски: Royal Institution of Great Britain), наричана също Кралски институт на Великобритания, е организация, посветена на образованието и науката, със седалище в Лондон.
Основан е през 1799 г. от водещи британски учени на онова време, сред които Хенри Кавендиш и първия му президент Джордж Финч, с цел разпространяване на знанието и подпомагане на всеобщото представяне, полезни механични изобретения и подобрения; и за преподаването чрез философски лекции и експерименти на приложенията на науката за обикновените цели на живота.
Голяма част от първоначалното финансиране и самото предложение за създаването на Кралския институт е дело на Обществото за подобряване на състоянието и увеличаване на доволството на бедните под опеката на филантропа сър Томас Бърнард и учения сър Бенджамин Томпсън, граф на Ръмфорд.
Седалището на института е установено в Централен Лондон, на „Албемарл Стрийт“, където е и до днес. Организацията получава Кралска харта (удостоверяваща нейната легитимност пред монарха) през 1800 г.
През цялата си история, институцията поддържа обществената ангажираност с наука чрез програма от лекции, много от които продължават и днес. Най-известните от тях са коледните лекции, започнати от Майкъл Фарадей през 1825 г.